# Стагнация (экономика)
Стагна́ция (лат. stagnatio — неподвижность, от stagnum — стоячая вода) — состояние экономики, характеризующееся застоем производства и торговли на протяжении длительного периода времени.
Стагнация сопровождается увеличением численности безработных, снижением заработной платы и уровня жизни населения. Выражается в нулевых или незначительных темпах роста, неизменной структуре экономики, её невосприимчивости к нововведениям, научно-техническому прогрессу. Состояние стагнации было характерно для экономики США в 1930-х годах, для советской экономики — в конце 1980-х годов. По мнению экономиста академика Олега Богомолова, «именно стагнация советской экономики дала первый импульс Перестройке».

## Виды стагнации
В экономике выделяют два вида стагнации: «монополистическую» и «переходную», разные по происхождению, формам проявления и способам преодоления.
1. Первый вид стагнации возникает в результате господства монополистических объединений, устраняющих конкуренцию как двигатель развития экономики; проявляется в тенденциях экономического застоя, который охватывает прежде всего область производств, в которых доминируют монополии. Стагнация проявляется в депрессивном характере производства, замедлением инвестиционных процессов, хронической недозагрузкой предприятий, массовой безработицей. Согласно теории стагнации (представители — американские экономисты Дж. Стендл, П. Баран, П. Суизи) стагнацию можно преодолеть широким внедрением достижений научно-технического прогресса, снижением затрат производства, наиболее полного использования экономического закона максимизации монопольной прибыли. На основании анализа механизма накопления капитала сторонники теории стагнации приходят к выводу о необходимости устранения противоречия между желанием получить максимальный совокупный доход и недостаточными возможностями его использования. Основными факторами решения этого противоречия, на их взгляд, является технический прогресс, вывоз капитала в другие страны, рост покупательной способности населения;
2. Другой тип стагнации возникает в процессе перехода от командно-административной к смешанной экономике и является последствием экономических ошибок правительств, игнорирования экономических законов. В частности, в экономике постсоветских государств в 1990-х годах стагнация проявилась в резком спаде производства и инвестиционной деятельности, физическом разрушении продуктивных сил, прежде всего в научно-техническом и интеллектуальном потенциале общества, а также обесценивании мотивационных стимулов продуктивного труда. Кризис охватил сферу финансов, денежного обращения, особенно острым был кризис неплатежей. Из-за недостачи конкурентоспособных товаров постсоветские страны не смогли быстро интегрироваться в систему международного рынка. Одновременно был разрушен народнохозяйственный комплекс СССР, экономические связи между отраслями народного хозяйства.